# 富沢希
富澤 希（とみざわ のぞむ、1981年3月21日 - ）は、東京都港区出身の競馬の騎手。主にオーストラリア・韓国で活動している。オーストラリアではNoziの愛称で知られている。
俳優の高橋一生とは小、中学校の同級生。

## 来歴
8歳の時父親に連れられて競馬場にいったことをきっかけとして、日本で騎手となることを志したが色盲と高身長のため断念し、1997年にオーストラリアの競馬学校に入学。オーストラリアのクイーンズランド州で見習騎手となる。
幼少の頃から後藤浩輝騎手に憧れ中学生の時にファンレターを書き、後藤騎手からの返事の手紙で「いつかターフで一緒に乗ろう」と約束をする。2001年  オーストラリアに遠征していた後藤騎手とゴールドコースト競馬場で初対面を果たし共にレースに参加。約束を果たす。
2000/2001年シーズンにはオーストラリアクイーンズランド州西地区の最優秀新人騎手に選ばれている。その後シドニーのロン・クイントン厩舎で見習い期間を経た後、アデレードの海岸調教で知られるレン・スミス厩舎で経験を積みシニア騎手へ昇格。
2003年5月にビザ更新のため一時日本に帰国していた際、地方競馬全国協会に短期免許取得を申請、大井・阪本一栄厩舎所属として6月18日から8月17日までの免許を交付され南関東公営競馬で騎乗。実際に騎乗を開始したのは6月22日から、その後最終日となった7月30日までに36戦3勝をあげた。
2005年9月にマカオジョッキークラブより短期免許取得。タイパ競馬場にて3ヶ月騎乗し、117戦9勝をあげた。
2007年7月に韓国馬事会から短期免許を交付され、ソウル競馬場での騎乗を開始。当初は3ヶ月の短期免許だったが延長を重ねて騎乗を継続。その後2009年7月12日の騎乗を最後に離韓。
2009年7月25日のトゥーンバ競馬場の第1競走Class3戦からオーストラリアでの騎乗を再開した。
2013年9月、海外通算500勝をあげる。
2014年10月に韓国馬事会から2度目の短期免許を交付され、釜山競馬場での騎乗を開始。4か月契約の後延長を重ね2016年4月に離韓。韓国通算勝利数を71勝とする。
2016年4月9日、オーストラリアのブリスベン・ドゥームベン競馬場にてオーストラリアでの騎乗を再開。
2017年/2018年シーズン、所属しているClifford Park競馬場の騎手リーディング（ランキング1位）を獲得。
2018年、中華人民共和国の国際招待レースに招かれ騎乗する(結果は7着)。
2019年6月3日から9月2日まで短期騎手免許を取得し南関東公営競馬で騎乗することが発表された。期間中の所属は大井・藤田輝信厩舎。勝負服は胴白・左黒たすき、そで赤。同年8月16日浦和競馬第7競走C2五組六組条件戦をキシュウマイウェイで優勝し、65戦目で期間中の初勝利を挙げた。
2019年11月、拠点をオーストラリアのゴールドコースト競馬場とし、世界各国を含む70箇所以上の競馬場にてのレース騎乗達成。
2020年12月19日、海外通算700勝を達成した。
2024年12月、海外通算800勝を達成。